# Westringia viminalis
Westringia viminalis là một loài thực vật có hoa trong họ Hoa môi. Loài này được B.J.Conn & Tozer miêu tả khoa học đầu tiên năm 1993.